# Latitante (singolo)
Latitante è un singolo della cantautrice italiana Ditonellapiaga, pubblicato il 5 luglio 2024 come primo estratto dalla riedizione digitale del secondo album in studio Flash.

## Descrizione
Il brano, scritto dalla stessa cantautrice, è prodotto da Edoardo Castroni, Giorgio Pesenti, in arte Okgiorgio, ed Edoardo Ruzzi, in arte Rootsie.

## Video musicale
Il video musicale, diretto da Nicolò Bassetto, è stato pubblicato il 10 luglio 2024 attraverso il canale YouTube della cantautrice.

## Tracce
Testi di Margherita Carducci, musiche di Margherita Carducci, Edoardo Castroni ed Edoardo Ruzzi.
1. Latitante – 2:55

## Formazione
- Ditonellapiaga – voce
- Dario Riboli – masterizzazione, missaggio
- Edoardo Castroni – sintetizzatore, tastiere, programmazione, produzione
- Edoardo "Rootsie" Ruzzi – sintetizzatore, tastiere, programmazione, produzione
- Giorgio "Okgiorgio" Pesenti – produzione